# Chloranisole
| Chloranisole          |                             |                             |                             |
| Name                  | 2-Chloranisol               | 3-Chloranisol               | 4-Chloranisol               |
| Andere Namen          | o-Chloranisol               | m-Chloranisol               | p-Chloranisol               |
| Strukturformel        |                             |                             |                             |
| CAS-Nummer            | 766-51-8                    | 2845-89-8                   | 623-12-1                    |
| PubChem               | 13011                       | 17833                       | 12167                       |
| Summenformel          | C7H7ClO                     | C7H7ClO                     | C7H7ClO                     |
| Molare Masse          | 142,59 g·mol−1              | 142,59 g·mol−1              | 142,59 g·mol−1              |
| Aggregatzustand       | flüssig                     | flüssig                     | flüssig                     |
| Schmelzpunkt          |                             |                             | −18 °C                      |
| Siedepunkt            | 195–196 °C                  | 193 °C                      | 198–202 °C                  |
| GHS- Kennzeichnung    | \| keine GHS-Piktogramme \| | \| keine GHS-Piktogramme \| | \| keine GHS-Piktogramme \| |
| H- und P-Sätze        | keine H-Sätze               | keine H-Sätze               | keine H-Sätze               |
| H- und P-Sätze        | keine EUH-Sätze             |                             |                             |
| H- und P-Sätze        | keine P-Sätze               |                             |                             |
| keine GHS-Piktogramme |                             |                             |                             |

Die Chloranisole bilden in der Chemie eine Stoffgruppe, die sich sowohl vom Anisol als auch vom Chlorbenzol ableitet. Die Struktur besteht aus einem Benzolring mit angefügter Methoxygruppe (–OCH3) und Chlor (–Cl) als Substituenten. Durch deren unterschiedliche Anordnung (ortho, meta oder para) ergeben sich drei Konstitutionsisomere mit der Summenformel C7H7ClO.

## Darstellung
Chloranisole können aus den Chlorphenolen durch Veretherung mit Dimethylsulfat dargestellt werden.
Auch aus den Anisidinen können die Chloranisole durch die Sandmeyer-Reaktion hergestellt werden.